# Campionati italiani di aquathlon del 2018
I Campionati italiani di aquathlon del 2018 (XIX edizione) sono stati organizzati dalla Federazione Italiana Triathlon e si sono tenuti a Ischia in Campania, in data 19 maggio 2018.
Tra gli uomini ha vinto Alberto Chiodo (The Hurricane), mentre la gara femminile è andata a Bianca Seregni (Raschiani Tri Pavese).

## Risultati

### Élite uomini
| Pos. | Atleta                     | Società sportiva        | Nuoto    | Corsa    | Totale   |
| ---- | -------------------------- | ----------------------- | -------- | -------- | -------- |
|      | Alberto Chiodo             | The Hurricane           | 00:12:24 | 00:16:32 | 00:28:57 |
|      | Michelangelo Parmigiani    | Triathlon Team Riccione | 00:12:03 | 00:16:58 | 00:29:02 |
|      | Tommaso Crivellaro         | Pro Patria Milano       | 00:12:18 | 00:16:45 | 00:29:04 |
| 4    | Elia Mozzachiodi           | Spezia Triathlon        | 00:12:13 | 00:17:02 | 00:29:16 |
| 5    | Thomas Francesco Previtali | Raschiani Tri Pavese    | 00:12:23 | 00:16:57 | 00:29:21 |
| 6    | Diego Luca Boraschi        | Torrino-B4S             | 00:13:04 | 00:16:21 | 00:29:25 |
| 7    | Giulio Pugliese            | Torrino-B4S             | 00:12:05 | 00:17:41 | 00:29:46 |
| 8    | Filippo Cattabriga         | Minerva Roma            | 00:12:42 | 00:17:07 | 00:29:50 |
| 9    | Alessandro De Angelis      | Minerva Roma            | 00:16:33 | 00:13:33 | 00:30:06 |
| 10   | Nicolò Simonigh            | Spezia Triathlon        | 00:12:28 | 00:17:45 | 00:30:14 |
| 11   | Matteo Carlo Perri         | Minerva Roma            | 00:12:10 | 00:18:06 | 00:30:16 |
| 12   | Carmine Rozza              | MKT Draph               | 00:12:57 | 00:17:21 | 00:30:20 |
| 13   | Emanuele Faraco            | Ermes Campania          | 00:12:50 | 00:17:33 | 00:30:24 |
| 14   | Andrea Borsacchi           | Ermes Campania          | 00:12:31 | 00:18:29 | 00:31:00 |
| 15   | Matteo Marchisio           | CUS Torino Triathlon    | 00:13:40 | 00:17:33 | 00:31:13 |
| 16   | Luca Borgianni             | Fiamme Oro              | 00:12:49 | 00:18:29 | 00:31:20 |
| 17   | Francesco Gazzina          | Minerva Roma            | 00:12:36 | 00:18:48 | 00:31:25 |
| 18   | Fabrizio Monti             | Freestyle Triathlon     | 00:12:52 | 00:18:34 | 00:31:26 |
| 19   | Davide Salati              | Minerva Roma            | 00:12:29 | 00:19:06 | 00:31:35 |
| 20   | Edoardo Petroni            | PPRTeam                 | 00:12:07 | 00:19:35 | 00:31:42 |

### Élite donne
| Pos. | Atleta             | Società sportiva     | Nuoto    | Corsa    | Totale   |
| ---- | ------------------ | -------------------- | -------- | -------- | -------- |
|      | Bianca Seregni     | Raschiani Tri Pavese | 00:12:46 | 00:18:24 | 00:31:11 |
|      | Costanza Arpinelli | Minerva Roma         | 00:13:53 | 00:18:02 | 00:31:55 |
|      | Elisa Marcon       | The Hurricane        | 00:13:29 | 00:19:14 | 00:32:43 |
| 4    | Chiara Magrini     | CUS Torino Triathlon | 00:12:45 | 00:20:43 | 00:33:28 |
| 5    | Francesca Ferlazzo | Spezia Triathlon     | 00:13:28 | 00:20:30 | 00:33:59 |
| 6    | Fulvia Caterini    | Minerva Roma         | 00:13:52 | 00:20:17 | 00:34:10 |
| 7    | Bianca Barbesino   | Minerva Roma         | 00:13:30 | 00:20:45 | 00:34:16 |
| 8    | Virginia Cicchetti | Minerva Roma         | 00:13:58 | 00:20:32 | 00:34:30 |
| 9    | Elisa Terrinoni    | Minerva Roma         | 00:13:56 | 00:21:01 | 00:34:59 |
| 10   | Alice Maggio       | CY Laser TriSchio    | 00:13:56 | 00:22:18 | 00:36:15 |
| 11   | Ludovica Rossi     | Triathlon 7C         | 00:14:00 | 00:22:23 | 00:36:25 |
| 12   | Alice Comotto      | Minerva Roma         | 00:13:20 | 00:23:18 | 00:36:39 |
| 13   | Elisa Bassi        | Unicusano Posillipo  | 00:14:54 | 00:22:33 | 00:37:27 |
| 14   | Federica Corbani   | Verona Triathlon Km  | 00:14:10 | 00:24:09 | 00:38:20 |
| 15   | Annalisa Tiberti   | Minerva Roma         | 00:13:34 | 00:24:48 | 00:38:22 |
| 16   | Francesca Desideri | Minerva Roma         | 00:14:02 | 00:24:36 | 00:38:40 |
| 17   | Annalisa Pelo      | Livorno Triathlon    | 00:17:05 | 00:22:03 | 00:39:09 |
| 18   | Daniela Calvino    | Ermes Campania       | 00:14:57 | 00:24:13 | 00:39:11 |
| 19   | Giulia Tempio      | Minerva Roma         | 00:16:34 | 00:23:09 | 00:39:44 |
| 20   | Benedetta Pastore  | Pro Patria Milano    | 00:18:26 | 00:22:43 | 00:41:10 |